# Kloster St. Laurenz
Das Kloster St. Laurenz war ein 1293 gegründetes Beginenkloster im heutigen 1. Wiener Gemeindebezirk – Innere Stadt. Der noch heute vorhandene Gebäudebestand umfasst den Gebäudekomplex Laurenzerberg 2/Postgasse 17/Fleischmarkt 19 und steht zum größten Teil unter Denkmalschutz. Dieser wird von vier Straßenzügen umschlossen, dem Fleischmarkt, dem Laurenzerberg, dem Auwinkel und der Postgasse.

## Das Laurenzerkloster

### Dreizehntes Jahrhundert
1293 gründeten Adelige Frauen, Beginen genannt, ein Kloster am Laurenzerberg.
Der Laurenzerberg ist ein Steilabfall Richtung zur Donau (heute Donaukanal). Das Gebäude ist vermutlich auf den Mauern einer älteren Stadtbefestigung, die Przemysl Ottokar II. im Jahr 1276 beim Bibertor errichten ließ, gegründet. Der Bau von St. Laurenz dauerte bis 1302.
Die heutige Biberstraße erinnert noch an die urkundlich genannte „urbs apud portam Pybronis“. Die Umwandlung des Bollwerks in ein Kloster vollzog vermutlich der Habsburger Herzog Albrecht I. (1255–1308) bzw. seine Gattin Elisabeth. Daraus erklärt sich die Existenz der für ein Beginenhaus enormen, vierstöckigen Gewölbekeller, die ursprünglich Teil der Stadtbefestigung waren.
Im Jahr 1301 zwang Bischof Bernhard von Passau die Beginen, sich einem kirchlichen Orden anschließen. Sie wählten den Dominikanerorden. Dieser hatte 1226 im ehemaligen Templersitz „Maria Rotunda“, unweit des Laurenzerberges, seine erste Wiener Niederlassung gegründet.
1342 wird eine Allerheiligen-Kapelle am Kapitelsaal erwähnt.
Die Kirche „Zum heiligen Laurenz“ und das Nonnenkloster der Dominikanerinnen auf dem alten Fleischmarkt bestanden schon im 14. Jahrhundert, wie aus Zuwendungen der Bürgersfrau Margarethe Preuzzl im Jahr 1305 und Friedrichs des Schönen im Jahr 1327 zu entnehmen ist. Nachdem der Dominikanerinnenkonvent durch die Pest des Jahres 1349 hinweggerafft worden war, kamen die Nonnen des Augustinerordens aus dem Oberen Werd, wo sie ein kleines Kloster bewohnt hatten, hierher.

### Vierzehntes und fünfzehntes Jahrhundert
1411 wurde das Kloster Bischof Georg von Passau unterstellt, da es Streitigkeiten zwischen den Nonnen und ihren Seelsorgern, den Wiener Dominikanern, gab. 1422 sanktionierte der Papst die Lösung der Laurenzerinnen von den Dominikanern. Die geistige Vormundschaft wurde dem zuständigen Wiener Bischof übertragen, die weltliche Vormundschaft in wirtschaftlichen und besitzrechtlichen Dingen den österreichischen Landesfürsten. 1424 traten die Laurenzerinnen aus dem Verband der Dominikaner aus, lebten aber weiter nach deren Ordensregeln. Zwischen 1450/52 nahmen die Nonnen die Augustinerregeln an und wurden zum Chorfrauenstift.
Um 1450 waren die Laurenzerinnen eines der reichsten Klöster Wiens.
Sie eröffneten älteren Menschen die Möglichkeit, sich im Kloster gegen Kost, Logis und Betreuung einzukaufen („Fleisch und Fisch und andere Speis aus der Kuchl, alle Tage ein Achterring Wein der Herrenpründt, fünf Laiberl Brot und jährlich drei Fuhren Holz das mit drei oder vier Rossen geführt werden soll“).
1503 konnten sie einen nebenan gelegenen Meierhof an der Donau erwerben, in dem Wohnungen für Gäste errichtet wurden.
1529 während der ersten Wiener Türkenbelagerung flüchteten die Nonnen des Maria-Magdalena-Klosters zu ihren Mitschwestern und vereinigten sich mit diesen 1533. Um 1544 lebten in St. Laurenz noch zwanzig, 1558 nurmehr neun Ordensschwestern.

### Sechzehntes bis achtzehntes Jahrhundert
1586 stellte eine Visitation skandalöse Zustände fest. Nicht nur hatten die Nonnen Weinberge, Äcker und silberne Gefäße verscherbelt, sondern „sich mit ungewassertem Wein bezecht, lutherische Bücher gelesen und mit liederlichen Studenten gesungen, gezecht und gespielt“.
Erdbeben im Jahre 1590 beschädigten Turm und Kirche, die Reparaturen wurden durch eine kaiserliche Schenkung teilweise bezahlt. Auch der Stadtbrand vom 21. April 1627 beschädigte das Kloster stark. Die Baufälligkeit ist seit 1633 belegt, 1638 wurde der Maurer Hans Gatter für den Neubau unter Vertrag genommen. Der Umbau und die Vergrößerung des Hauses und Ordens wurde 1630 unter der Oberin Polyxena von Muschingen begonnen. 1643 wurde das Auersbergsche Freihaus angekauft. Nördlich der Kirche entstanden neue Gebäudeteile, die um die zwei Höfe, zwischen denen der Kapitelsaal lag, angeordnet waren. Im westlichen Hof, dem Kreuzgang, wurde ein Brunnen gegraben. Vom Kreuzgang war eine Loretokapelle zu betreten. Im östlichen Hof entstand eine Grab-Christi-Kapelle. Der Neubau wurde als „helles freundliches Gebäude mit 52 bewohnbaren Zellen, geschmückten Innenräumen und schöner Gartenanlage“ beschrieben und war 1660 vollendet. Die Laurenzerinnen erwarben 1669 ein an ihren Meierhof angrenzendes baufälliges Haus. Gräfin Eva Augustina von Abensperg-Traun wurde 1681 zur Oberin gewählt. Sie ließ die einschiffige gotische Kirche renovieren. Angeblich wurden laut Bericht von Johann Matthias Testarello della Massa, Domherr von St. Stephan, die hohen Gewölbe eingeschlagen, um sie durch zierlichere zu ersetzen.
1683, während der zweiten Wiener Türkenbelagerung, verließen die Nonnen die Stadt, denn Kloster und Kirche wurden stark beschädigt.
1781 erhielt die Kirche einen neuen Hochaltar.

### Krankenpflege
Das Kloster verfügte über eine Krankenküche und über eine Klosterapotheke. Susanne Eleonore geborene Gräfin von Sinzendorf stiftete im Zeitraum von 1691 bis 1695 20.000 Gulden, die für das Krankenhaus des Klosters zu verwenden waren. Sie richtete eine Kranken- und Aderlassstube ein.

### Schule
1775 unter Kaiserin Maria Theresia wurde eine öffentliche Mädchenschule im Kloster errichtet.
Die Nonnen beschäftigten sich mit Erziehung und Unterricht. An der Mädchenschule unterrichteten eine Präfektin und sechs Lehrerinnen, zu denen noch Handarbeitslehrkräfte kamen. 1780 war Ritta geborene Gräfin d´Eril Präfektin der Schule. Zum Lehrpersonal gehörten unter anderem der dominikanische Katechet Pater Agapius sowie die Lehrerinnen Maria Anna Lechnerin, Antonia Salamin, Clara Thalerin, Angela Reidlin, Barbara Faberin und Salesia Benkin.

### Bis zur Klosterauflösung
Frauen höherer Stände pflegten sich während der Fastenzeit zu geistliche Übungen in dieses Kloster zurückzuziehen; deren Spenden waren willkommene Einkünfte des Klosters. Die Kirche hatte einen schlanken, schmalen Turm. Den Hochaltar zierte das Bild des heiligen Laurenz von de Harte.
Damals wurden Grundstücke und Häuser dazu gekauft und der Komplex auf die heutige Größe erweitert.
Das Laurenzerkloster bestand bis zum 18. September 1783, bevor Kaiser Joseph II. es im Zuge der josephinistischen Reformen aufhob. Am 1. März 1784 verließen die Laurenzerinnen, 32 Chor- und 15 Laienschwestern, zu denen noch 16 beziehungsweise sechs Schwestern aus 1782 aufgehobenen Klöstern kamen, das Gebäude am Laurenzerberg.
Der ehemalige Orden war nach der Auflassung immer noch wohlhabend, er besaß drei Häusern in der Stadt sowie 25 Diensthäusern in Wien, der Erlös aus den Verkäufen floss in den Religionsfond.
Das Gebäude am Laurenzerberg wurde verkauft.

## Weitere Geschichte des Gebäudes
1797 eröffnete eine Farbenfabrik mit der Produktion von Grünspan ihre Niederlassung. 1807 erwarb der Staat das Gebäude. 1812 wurde der Neubau des Laurenzergebäudes beschlossen und zur „Bauverhandlung“ vor Ort bestellt. 1819 wurde die Kirche vollständig und das Kloster teilweise abgerissen und das Areal neu verbaut. Aus der Kirche kamen verschiedene Kunstwerke in die Schottenfelder Kirche. Nach der Demolierung der Kirche wurden 1816–1819 Kloster und Nebengebäude zu einem einheitlichen Objekt umgebaut.
Ein Teil der festen alten Gewölbe, Keller und Hauptmauern wurden für den Neubau herangezogen.
Der Gebäudekomplex glich nun dem heutigen Erscheinungsbild.
Die Bücherzensur zog in den Neubau, später folgten diverse Hofämter wie die Hofbuchhaltung.
Im Lauf der Zeit kamen Abteilungen des Finanzministeriums, Steuer- und Postämter hierher. 1843 wurde das Gebäude durch einen nördlichen Hoftrakt erweitert.

### Rohrpostamt
1875 zog die k & k Postverwaltung ein und eröffnete das erste Rohrpostamt von Wien. Das Gebäude ist bis heute teilweise im Besitz der österreichischen Post.
1945 erhielt das Haus zwei Bombentreffer. Eine Bombe schlug in die Pakethalle ein, die zweite in einen der Nordhöfe und beschädigten die Gebäude schwer. Die Gebäude wurden nach dem Krieg wieder aufgebaut.

### Umbau Postpassage
1991 wurde der Umbau für die Postsparkasse unter Einbeziehung der ältesten Bauteile begonnen. Die Fassade wurde restauriert und der Innenraum modernisiert. Ab April 1991 begann die Demolierung und der Neubau des nördlichen Trakts, der 1994 abgeschlossen wurde. Die offizielle Eröffnung der Postpassage war am 8. September 1994.
Die historische Bausubstanz umfasst den ehemaligen Kloster Kreuzgang, das heutige Hauptpostamt und den Kapitelsaal, die heutige Passage. In einem der Keller befindet sich ein wertvolles Barockfresko, die Auferstehung der Toten darstellend. Die viergeschoßige Kelleranlage hütet ein weiteres Geheimnis, nämlich unterirdische Gänge bis zum Stephansdom und zum Dominikanerkloster, die angeblich von den Nonnen des ursprünglichen Beginenklosters angelegt wurden. Im Zweiten Weltkrieg waren die mittelalterlichen Gänge als Fluchtwege genutzt worden. Heute noch sind zwei davon erhalten. Einer führt in die Drachengasse, und zwar in das dritte Untergeschoß der Kammeroper, der andere bis zum Haus Laurenzerberg 1. Die Verbindung zu den anderen Häusern wurden abgemauert. Gesichert sind aber jene unterirdischen Gänge, die durch die Keller der Postdirektion unter der Barbarakirche durch bis zum Dominikanerkloster führen. Die Legende über die unterirdischen Verbindungen sämtlicher Wiener Klöster findet damit zumindest im Fall des Laurenzer- und Dominikanerklosters ihre Bestätigung.

## Der Keller im Laurenzerberg
Tief unter dem Laurenzerberg existiert noch heute einer der ältesten, mittelalterlichen Klosterkeller von Wien.
Die Kellergewölbe liegen teilweise unter der Straße und dürften Teile der alten Wehranlage sein.
Lange lagen die während der Bombennächte als Luftschutzkeller dienenden Keller ungenutzt da, bis sie als Clubräume wiederbelebt wurden.
1995 fand die konstituierenden Generalversammlung des Clubs für gepflegte Weinkultur DER KELLER statt. Die Gründerin und Präsidentin des Clubs Brigitte Dvorak mietete die Räumlichkeiten zu Clubzwecken an. Nur Mitglieder haben Zutritt zu den Räumlichkeiten. Der Club steht unter dem Motto Für Menschen, die eines Sinnes, aber nicht immer einer Meinung sind.
Allein 350 m² des zweiten Untergeschoßes umfasst der Club-Keller. Vermutlich handelt es sich beim Hauptraum um die einstige Unterkirche, über der sich das Hauptschiff der Klosterkirche befand.

### Rittersaal
Der Rittersaal ist der größte Raum.
Die schweren Buchenmöbeln wurden nach alten Schnitten aus Reprint-Büchern angelehnt an August Graefs Der Landtischler (1894) gefertigt.
Die Möbel sind größtenteils gesteckt und nicht geleimt, damit das Holz bei Feuchtigkeit arbeiten kann. Bei großen Feuchtigkeitsschwankungen müssen die Keile regelmäßig nachgeschlagen werden aber das Holz reißt nicht.
Alle Gittertüren wurden nach eigenen Entwürfen gefertigt. Es wurde im gesamten Bereich Wert auf moderne Technik, gut versteckt hinter alten Mauern, gelegt.

### Verbindungswege
Der Raum mit dem Runden Tisch befindet sich unter der Straße Ecke Laurenzerberg/Fleischmarkt. Einer der alten Gänge führt unter dem Fleischmarkt in den Keller der Kammeroper in der Drachengasse, der andere unter dem Laurenzerberg in das Haus Ecke Fleischmarkt. Die Gänge sind jedoch abgemauert und teilweise nicht ausgegraben worden.
Durch die Verbindungsgänge zu den Nachbarhäusern war dieser Raum ein vielgenutzter Luftschutzkeller.

### Labyrinth
Im Teil unter dem Laurenzerberg befindet sich das Labyrinth. Es ist ein langer schmaler Raum an der Außenseite der Gebäudemauer, in welchem sich verschachtelt gemauerte Zellen für Rückzugsmöglichkeiten befinden.

## Nutzungskonzepte
1991 bestand die Idee mit der Postpassage ein kleines exklusives Einkaufszentrum mit Restaurants und Geschäften sowie Büros und Botschaften darüber zu errichten. Dieses Konzept ging nicht auf, da der Laurenzerberg nie die notwendige Frequenz an Laufkundschaft hatte.
Das 2017 neu ausgerichtete Konzept sieht die Nutzung wie folgt vor: der Teil Richtung Schwedenplatz zum Ruby Lissi Hotel & Bar, der Bereich Richtung Laurenzerberg Restaurant Frank's, Imaging Urania, Woman & Health, kanadische Botschaft, Club der Keller, Richtung Fleischmarkt Hauptpost und diverse Büros.